# Mr. Magoo
Pour les articles homonymes, voir Magoo.
Cet article concerne le film américain. Pour les séries télévisées d'animation de 1960 et 2019, voir Mister Magoo (série télévisée d'animation) et Mr. Magoo (série télévisée d'animation).
Pour plus de détails, voir Fiche technique et Distribution.
Mr. Magoo ou M. Magoo au Québec est un film américain réalisé par Stanley Tong et sorti en 1997. Mélangeant prise de vues réelles et animation, le long métrage est une adaptation de la série télévisée d'animation du même nom d'UPA diffusée en 1960.
Le film est un échec critique et commercial.

## Synopsis
Lorsqu’une pierre précieuse, d’une valeur inestimable, atterrit accidentellement entre les mains de Quincy Magoo, ses voleurs mettent tous les moyens en œuvre pour la récupérer. Sans s’en apercevoir, M. Magoo se retrouve alors au cœur des situations les plus périlleuses. Aux prises avec une dangereuse et sexy voleuse de diamants et son stupide acolyte, il n’a que sa confiance aveugle dans son neveu Waldo et son bulldog Angus pour se protéger.

## Fiche technique
- Titre original et français : Mr. Magoo
- Titre québécois : M. Magoo
- Réalisation : Stanley Tong
- Scénario : Pat Proft et Tom Sherohman
- Musique : Michael Tavera
- Décors : John Willett
- Costumes : Tom Bronson
- Photographie : Jingle Ma
- Montage : Michael R. Miller, Stuart H. Pappé et David Rawlins
- Production : Ben Myron et Justis Greene
  - Production déléguée : Andre Morgan, Robert L. Rosen et Henry G. Saperstein
- Société de production : Walt Disney Pictures
- Société de distribution : Walt Disney Home Entertainment (France)
- Budget : 10 millions de dollars
- Pays de production :  États-Unis
- Langue originale : anglais américain
- Format : couleur - 1,85:1 - son Dolby Digital
- Genre : aventure, comédie
- Durée : 87 minutes
- Dates de sortie : 
  - États-Unis : 25 décembre 1997
  - France : 22 avril 1998 (VHS) ; 10 mars 1999 (DVD) ; 24 mars 2020[1] (en VOD sur Disney+)
- Classification : 
  - États-Unis : PG

## Distribution
Note : Le doublage québécois a été conservé uniquement pour la sortie DVD du film en France.
- Leslie Nielsen (VQ : Ronald France) : Quincy Magoo
- Greg Burson (VF : Roger Carel) : Quincy Magoo (en version animée)
- Kelly Lynch (VF : Juliette Degenne ; VQ : Anne Bédard) : Luanne « la Veuve Noire » LeSeur / Prunella Pagliacci
- Matt Keeslar (VF : Denis Laustriat ; VQ : Benoît Éthier) : Waldo Magoo
- Nick Chinlund (VF : Jean-Jacques Nervest ; VQ : Gilbert Lachance) : Bob Morgan
- Stephen Tobolowsky (VF : Jacques Bouanich ; VQ : Pierre Chagnon) : l'agent du FBI Chuck Stupak
- Ernie Hudson (VF : Pascal Germain ; VQ : Éric Gaudry) : l'agent de la CIA Gustav Anders
- Jennifer Garner (VF : Yumi Fujimori ; VQ : Aline Pinsonneault) : Stacey Sampanahoditra
- Malcolm McDowell (VF : Jean-Luc Kayser ; VQ : Mario Desmarais) : Austin Cloquet
- Miguel Ferrer (VQ : Manuel Tadros) : Ortega Peru
- L. Harvey Gold : Schmitt
- Terence Kelly : McManus
- Jerry Wasserman (VF : Michel Tugot-Doris ; VQ : Luis de Cespedes) : Javier
- Bill Dow (VQ : Michel M. Lapointe) : le conservateur du musée

Source et légende : version française (VF) selon le carton du doublage français VHS et télévisuel sur Disney+ ; version québécoise (VQ) sur Doublage.qc.ca.